# 嵐山区
嵐山区（らんざん-く）は、中華人民共和国山東省日照市に位置する市轄区。

## 行政区画
- 街道:嵐山頭街道、安東衛街道
- 鎮:碑廓鎮、虎山鎮、巨峰鎮、高興鎮、黄墩鎮、中楼鎮
- 郷:前三島郷（江蘇省連雲港市連雲区との境界未定地域であり、江蘇省側の実効支配中）